# Francesco Moranzone
Francesco Moranzone (Venezia, ... – Venezia, 1471) è stato uno scultore e intagliatore italiano.

## Biografia
Similmente al padre Matteo Moranzone, anche Francesco fu attivo tra Venezia e Zara, luogo nel quale era residente nel 1434. Lavorò, facendo l'apprendistato, nella bottega del padre, anche se poi ritornò a Venezia.
Non è conservato più nulla del maestro, specializzato forse nell'intaglio di ricche cornici dorate.
Nel 1447 Michele Giambono gli ordinò quella per la pala con l'Incoronazione della Vergine destinata alla chiesa veneziana di Sant'Agnese, mentre i critici dell'arte gli attribuiscono l'incorniciatura del polittico dipinto nel 1460 da Donato Bragadin per l'altare della Confraternita dei falegnami in San Samuele.

## Opere
- Pala con l'Incoronazione della Vergine per la chiesa di Sant'Agnese (Venezia);
- Incorniciatura del polittico dipinto nel 1460 da Donato Bragadin per l'altare della Confraternita dei falegnami in San Samuele (Venezia).